# Municipio de Palermo (Dakota del Norte)
El municipio de Palermo (en inglés: Palermo Township) es un municipio ubicado en el condado de Mountrail en el estado estadounidense de Dakota del Norte. En el año 2010 tenía una población de 32 habitantes y una densidad poblacional de 0,36 personas por km².

## Geografía
El municipio de Palermo se encuentra ubicado en las coordenadas 48°19′37″N 102°15′3″O / 48.32694, -102.25083. Según la Oficina del Censo de los Estados Unidos, el municipio tiene una superficie total de 88.6 km², de la cual 85,59 km² corresponden a tierra firme y (3,4 %) 3,01 km² es agua.

## Demografía
Según el censo de 2010, había 32 personas residiendo en el municipio de Palermo. La densidad de población era de 0,36 hab./km². De los 32 habitantes, el municipio de Palermo estaba compuesto por el 96,88 % blancos, el 3,13 % eran de otras razas. Del total de la población el 0 % eran hispanos o latinos de cualquier raza.